# Rana (zwierzęta)
Rana – rodzaj płazów bezogonowych z rodziny żabowatych (Ranidae).

## Zasięg występowania
Rodzaj obejmuje gatunki występujące w umiarkowanych regionach Eurazji do Indochin.

## Systematyka
Rodzaj zdefiniował w 1758 roku szwedzki przyrodnik Karol Linneusz w dziesiątym wydaniu Systema Naturae, publikacji własnego autorstwa poświęconej systematyce zwierząt. Gatunkiem typowym jest (późniejsze oznaczenie) żaba trawna (R. tempraria).

### Etymologia
- Rana: łac. rana ‘żaba’[8].
- Ranaria: wariant nazwy Rana Linnaeus, 1758[2].
- Crotaphitis: gr. κροταφιτις krotaphitιs ‘rany na skroniach’[9]. Gatunek typowy (późniejsze oznaczenie): Rana arvalis Nilsson, 1842[10].
- Pseudoamolops: gr. ψευδος pseudos ‘fałszywy’[11]; rodzaj Amolops Cope, 1865. Gatunek typowy (oryginalne oznaczenie): Rana sauteri Boulenger, 1909.

### Podział systematyczny
Do rodzaju należą następujące gatunki:

- Rana amurensis Boulenger, 1886
- Rana arvalis Nilsson, 1842 – żaba moczarowa[12]
- Rana asiatica Bedriaga, 1898
- Rana chaochiaoensis Liu, 1946
- Rana chensinensis David, 1875
- Rana chevronta Hu & Ye, 1978
- Rana coreana Okada, 1928
- Rana culaiensis Li, Lu & Li, 2008
- Rana dabieshanensis Wang, Qian, Zhang, Guo, Pan, Wu, Wang & Zhang, 2017
- Rana dalmatina Fitzinger, 1838 – żaba dalmatyńska[12]
- Rana dybowskii Günther, 1876
- Rana graeca Boulenger, 1891 – żaba strumieniowa
- Rana hanluica Shen, Jiang & Yang, 2007
- Rana huanrensis Fei, Ye & Huang, 1990
- Rana iberica Boulenger, 1879 – żaba hiszpańska
- Rana italica Dubois, 1987
- Rana japonica Boulenger, 1879
- Rana jiemuxiensis Yan, Jiang, Chen, Fang, Jin, Li, Wang, Murphy, Che & Zhang, 2011
- Rana jiulingensis Wan, Lyu & Wang, 2020
- Rana johnsi Smith, 1921
- Rana kobai Matsui, 2011
- Rana kukunoris Nikolskii, 1918
- Rana kyoto Eto, Matsui & Sugahara, 2022
- Rana latastei Boulenger, 1879 – żaba włoska
- Rana longicrus Stejneger, 1898
- Rana luanchuanensis Zhao & Yuan, 2017
- Rana macrocnemis Boulenger, 1885 – żaba kaukaska[13]
- Rana maoershanensis Lu, Li & Jiang, 2007
- Rana matsuoi Eto & Matsui, 2023
- Rana neba Ryuzaki, Hasegawa & Kuramoto, 2014
- Rana okiensis Daito, 1969
- Rana omeimontis Ye & Fei, 1993
- Rana ornativentris Werner, 1903
- Rana parvipalmata López-Seoane, 1885
- Rana pirica Matsui, 1991
- Rana pseudodalmatina Eiselt & Schmidtler, 1971
- Rana pyrenaica Serra-Cobo, 1993
- Rana qianjiang Gao, Luo & Luo, 2012
- Rana sakuraii Matsui & Matsui, 1990
- Rana sangzhiensis Shen, 1986
- Rana sauteri Boulenger, 1909
- Rana tagoi Okada, 1928
- Rana taihangensis Chen, 2022
- Rana tavasensis Baran & Atatür, 1986
- Rana temporaria Linnaeus, 1758 – żaba trawna[12]
- Rana tsushimensis Stejneger, 1907
- Rana uenoi Matsui, 2014
- Rana ulma Matsui, 2011
- Rana wuyiensis Wu, Shi, Zhang, Chen, Cai, Hoang, Wu & Wang, 2021
- Rana yakushimensis Nakatani & Okada, 1966
- Rana zhenhaiensis Ye, Fei & Matsui, 1995
- Rana zhijinensis Luo, Xiao & Zhou, 2022